# Lee Greenwood

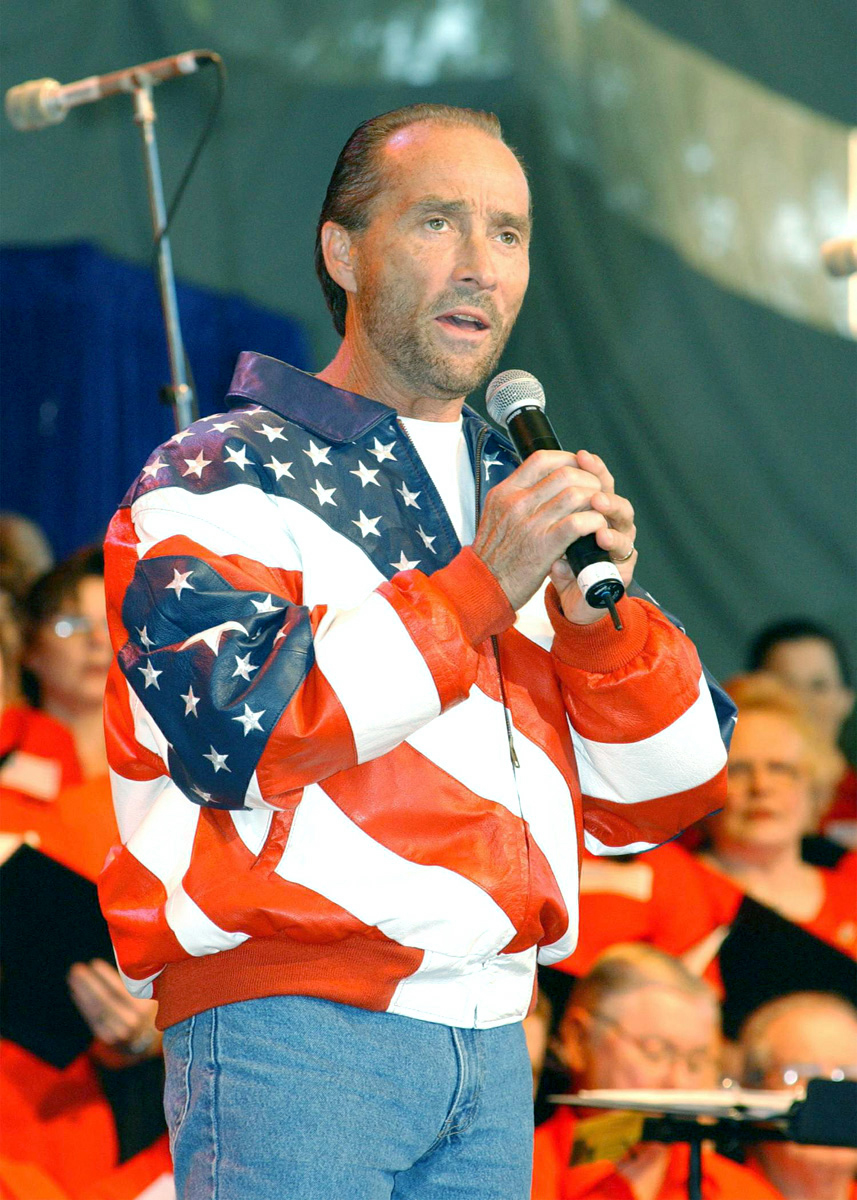
Lee Greenwood (2005)

Lee Greenwood (* 27. Oktober 1942 in Los Angeles) ist ein US-amerikanischer Country-Sänger. Er war während der 1980er Jahre einer der erfolgreichsten Vertreter des Country-Pop und wurde 1983 mit dem Grammy ausgezeichnet.

## Anfänge
Nach der Trennung seiner Eltern wuchs Lee in Sacramento auf der Farm seiner Großeltern auf. Im Alter von sieben Jahren begann er Saxophon zu spielen, mit neun Jahren wurde er Mitglied einer Tanzkapelle. 1969 schloss er sich der Chester-Smith-Band an und hatte erste Fernsehauftritte. Wenig später wurde er vom Country-Musiker Del Reeves engagiert.
1962 gründete er seine erste Band, die sich zunächst Apollo und später Lee Greenwood Affair nannte. Sie spielte überwiegend Pop-Musik und trat hauptsächlich in den Kasinos von Las Vegas auf. In Los Angeles wurden beim dortigen Paramount-Label einige Schallplatten eingespielt. Nachdem die Band Anfang der siebziger Jahre auseinanderfiel, kehrte Greenwood nach Las Vegas zurück, wo er tagsüber als Croupier beim Black Jack arbeitete und abends als Sänger auftrat.

## Karriere
1979 wurde er bei einem Auftritt in Reno von Larry McFaden, dem Bandleader und Bassisten von Mel Tillis entdeckt. Nach Produktion einiger Demo-Bänder wurde Greenwood 1981 vom Nashviller MCA-Label als Interpret und Songwriter unter Vertrag genommen. McFaden wurde sein Manager.
Die erste Single, It Turns Me Inside Out, schaffte es gleich unter die ersten 20 der Country-Charts. Ring On Her Finger, Time On Her Hand platzierte sich in der Top 10. Es war die Zeit, in der Pop-Klänge die Country-Musik dominierten und für hohe Umsätze sorgten. Lee Greenwood, dessen leicht heisere Stimme unüberhörbar an Kenny Rogers erinnerte, hatte den bestmöglichen Zeitpunkt für seinen Karrierestart erwischt. Die Country Music Association zeichnete ihn 1983 als besten männlichen Sänger aus. Im gleichen Jahr hatte er zwei Nummer-1-Hits: Somebody's Gonna Love You und Going, Going, Going.
Es folgte eine lange Serie weiterer Top-10-Erfolge, darunter etliche Nummer-1-Hits. Auch seine Duette mit Barbara Mandrell erreichten hohe Chart-Platzierungen. Am erfolgreichsten war 1984 die gemeinsame Single To Me, die Platz drei erreichte. Im gleichen Jahr gewann er den Grammy als bester Country-Sänger. Der selbstgeschriebene Song God Bless the U.S.A., der Anfang 1985 und einige Jahre später während des zweiten Golfkriegs erneut zum Hit wurde, erhöhte seinen Bekanntheitsgrad sprunghaft. Er erhielt mehrere bedeutende Auszeichnungen, darunter die „Congressional Medal of Honor Society's Patriot Award“ und den „American Legion National Commander’s Public Relations Award“. Außerdem wurde er offizielles Maskottchen des Flugzeugträgers Theodore Roosevelt.
Seine Erfolgssträhne war erst zu Beginn der neunziger Jahre zu Ende, als die Neuen Traditionalisten den Country-Pop verdrängten. Infolge der Terroranschläge am 11. September 2001 in den USA wurde God Bless the U.S.A erneut zum Hit und sein bereits 1992 erschienenes Album American Patriot vergoldet.

## Politische Ansichten
Lee Greenwood ist langjähriges Mitglied der Republikanischen Partei. Greenwood unterstützte Präsident George Bush im Wahlkampf um die US-Präsidentschaft und später dessen Sohn George W. Bush und trat immer wieder für die Belange des Militärs ein. Im November 2008 wurde er vom damaligen US-Präsidenten George W. Bush für eine sechsjährige Amtszeit zum Mitglied des National Council on the Arts, dem obersten Verwaltungsgremium des National Endowment for the Arts, ernannt. Er sang bei Donald Trumps Amtseinführung God Bless the U.S.A; dieses Lied wurde zudem bei den Wahlkampfveranstaltungen von Trump vor der US-Präsidentschaftswahl 2016 und der US-Wahl 2020 benutzt. Im Jahr 2024 begann Greenwood in Kooperation mit Trump Bibeln zu verkaufen.

## Diskografie

### Alben
| Jahr | Titel Musiklabel                                        | Höchstplatzierung, Gesamtwochen, AuszeichnungChartplatzierungen (Jahr, Titel, Musiklabel, Platzierungen, Wochen, Auszeichnungen, Anmerkungen) | Höchstplatzierung, Gesamtwochen, AuszeichnungChartplatzierungen (Jahr, Titel, Musiklabel, Platzierungen, Wochen, Auszeichnungen, Anmerkungen) | Anmerkungen                                              |
| Jahr | Titel Musiklabel                                        | US | Country | Anmerkungen                                              |
| ---- | ------------------------------------------------------- | --- | --- | -------------------------------------------------------- |
| 1982 | Inside Out MCA                                          | US— GoldUS | Country12 (107 Wo.)Country | Erstveröffentlichung: 1. April 1982                      |
| 1983 | Somebody’s Gonna Love You MCA                           | US73 Gold · (37 Wo.)US | Country3 (71 Wo.)Country |                                                          |
| 1984 | You’ve Got a Good Love Comin’ MCA                       | US165 Gold · (4 Wo.)US | Country6 (50 Wo.)Country |                                                          |
| 1984 | Meant for Each Other MCA                                | US89 (13 Wo.)US | Country5 (39 Wo.)Country | Erstveröffentlichung: August 1984 mit Barbara Mandrell   |
| 1985 | Streamline MCA                                          | — | Country1 (51 Wo.)Country |                                                          |
| 1985 | Christmas to Christmas MCA                              | — | Country29 (7 Wo.)Country |                                                          |
| 1986 | Love Will Find Its Way to You MCA                       | — | Country9 (32 Wo.)Country |                                                          |
| 1987 | If There’s Any Justice MCA                              | — | Country38 (43 Wo.)Country |                                                          |
| 1988 | This Is My Country MCA                                  | — | Country25 (19 Wo.)Country |                                                          |
| 1989 | If Only for One Night MCA                               | — | Country66 (10 Wo.)Country |                                                          |
| 1990 | Holdin’ a Good Hand Capitol                             | — | Country69 (1 Wo.)Country |                                                          |
| 1991 | A Perfect 10 Capitol                                    | — | Country38 (22 Wo.)Country |                                                          |
| 1992 | American Patriot Liberty                                | US172 Platin · (1 Wo.)US | Country44 (3 Wo.)Country | Erstveröffentlichung: 13. April 1992 Charteinstieg: 2015 |
| 2000 | Good Old Country St. Clair                              | — | Country66 (1 Wo.)Country |                                                          |
| 2001 | Have Yourself a Merry Little Christmas Country Crossing | — | Country35 (7 Wo.)Country |                                                          |

Weitere Alben
- 1984: The Wind Beneath My Wings
- 1991: When You’re in Love (Capitol)
- 1992: Love’s on the Way (Liberty)
- 1995: Totally Devoted to You (Arrival)
- 1998: Wounded Heart (Kardina)
- 2000: Same River Different Bridge (Free Falls)
- 2002: Inspirational Songs (Curb)
- 2003: Stronger Than Time (Curb)

### Kompilationen
| Jahr | Titel                   | Höchstplatzierung, Gesamtwochen, AuszeichnungChartplatzierungen (Jahr, Titel, Platzierungen, Wochen, Auszeichnungen, Anmerkungen) | Höchstplatzierung, Gesamtwochen, AuszeichnungChartplatzierungen (Jahr, Titel, Platzierungen, Wochen, Auszeichnungen, Anmerkungen) | Anmerkungen                          |
| Jahr | Titel                   | US | Country | Anmerkungen                          |
| ---- | ----------------------- | --- | --- | ------------------------------------ |
| 1985 | Greatest Hits           | US163 Platin · (8 Wo.)US | Country4 (97 Wo.)Country | Erstveröffentlichung: September 1985 |
| 1989 | Greatest Hits, Volume 2 | — | Country27 (49 Wo.)Country |                                      |
| 2011 | 10 Great Songs          | — | Country63 (2 Wo.)Country |                                      |

Weitere Kompilationen
- 1993: The Best of Lee Greenwood
- 1996: Super Hits
- 1996: God Bless the USA: The Best of Lee Greenwood
- 2002: 20th Century Masters: The Millennium Collection
- 2006: The Definitive Collection

### Singles
| Jahr | Titel Album                                                   | Höchstplatzierung, Gesamtwochen, AuszeichnungChartplatzierungen (Jahr, Titel, Album, Platzierungen, Wochen, Auszeichnungen, Anmerkungen) | Höchstplatzierung, Gesamtwochen, AuszeichnungChartplatzierungen (Jahr, Titel, Album, Platzierungen, Wochen, Auszeichnungen, Anmerkungen) | Höchstplatzierung, Gesamtwochen, AuszeichnungChartplatzierungen (Jahr, Titel, Album, Platzierungen, Wochen, Auszeichnungen, Anmerkungen) | Anmerkungen                                               |
| Jahr | Titel Album                                                   | UK | US | Country | Anmerkungen                                               |
| ---- | ------------------------------------------------------------- | --- | --- | --- | --------------------------------------------------------- |
| 1981 | It Turns Me Inside Out Inside Out                             | — | — | Country17 (22 Wo.)Country |                                                           |
| 1982 | Ring on Her Finger, Time on Her Hands Inside Out              | — | — | Country5 (18 Wo.)Country |                                                           |
| 1982 | She’s Lying Inside Out                                        | — | — | Country7 (17 Wo.)Country |                                                           |
| 1982 | Ain’t No Trick (It Takes Magic) Inside Out                    | — | — | Country7 (21 Wo.)Country |                                                           |
| 1983 | I.O.U. Somebody’s Gonna Love You                              | — | US53 (11 Wo.)US | Country6 (20 Wo.)Country |                                                           |
| 1983 | Somebody’s Gonna Love You                                     | — | US96 (2 Wo.)US | Country1 (22 Wo.)Country |                                                           |
| 1983 | Going, Going, Gone Somebody’s Gonna Love You                  | — | — | Country1 (19 Wo.)Country |                                                           |
| 1984 | God Bless the U.S.A. You’ve Got a Good Love Comin’            | — | US16 ×2Doppelplatin · (17 Wo.)US | Country7 (37 Wo.)Country | Charteinstieg in US erst nach Wiederveröffentlichung 2001 |
| 1984 | Fool’s Gold You’ve Got a Good Love Comin’                     | — | — | Country3 (25 Wo.)Country |                                                           |
| 1984 | You’ve Got a Good Love Comin’                                 | — | — | Country9 (19 Wo.)Country |                                                           |
| 1984 | The Wind Beneath My Wings                                     | UK49 (7 Wo.)UK | — | — |                                                           |
| 1984 | To Me Meant for Each Other                                    | — | — | Country3 (20 Wo.)Country | mit Barbara Mandrell                                      |
| 1985 | It Should Have Been Love by Now Meant for Each Other          | — | — | Country19 (15 Wo.)Country | mit Barbara Mandrell                                      |
| 1985 | Dixie Road Greatest Hits                                      | — | — | Country1 (20 Wo.)Country |                                                           |
| 1985 | I Don’t Mind the Thorns (If You’re the Rose) Streamline       | — | — | Country1 (23 Wo.)Country |                                                           |
| 1985 | Don’t Underestimate My Love for You Streamline                | — | — | Country1 (20 Wo.)Country | Erstveröffentlichung: November 1985                       |
| 1986 | Hearts Aren’t Made to Break (They’re Made to Love) Streamline | — | — | Country1 (22 Wo.)Country | Erstveröffentlichung: April 1986                          |
| 1986 | Didn’t We Love Will Find Its Way to You                       | — | — | Country10 (18 Wo.)Country |                                                           |
| 1986 | Mornin’ Ride Love Will Find Its Way to You                    | — | — | Country1 (24 Wo.)Country |                                                           |
| 1987 | Someone If There’s Any Justice                                | — | — | Country5 (17 Wo.)Country |                                                           |
| 1987 | If There’s Any Justice                                        | — | — | Country9 (19 Wo.)Country |                                                           |
| 1987 | Touch and Go Crazy If There’s Any Justice                     | — | — | Country5 (22 Wo.)Country |                                                           |
| 1988 | I Still Believe This Is My Country                            | — | — | Country12 (18 Wo.)Country |                                                           |
| 1988 | You Can’t Fall in Love When You’re Cryin’ This Is My Country  | — | — | Country20 (17 Wo.)Country |                                                           |
| 1989 | I’ll Be Lovin’ You This Is My Country                         | — | — | Country16 (17 Wo.)Country |                                                           |
| 1989 | I Love the Way He Left You If Only for One Night              | — | — | Country43 (11 Wo.)Country |                                                           |
| 1989 | I Go Crazy If Only for One Night                              | — | — | Country55 (5 Wo.)Country |                                                           |
| 1990 | Holdin’ a Good Hand                                           | — | — | Country2 (21 Wo.)Country |                                                           |
| 1990 | We’ve Got It Made Holdin’ a Good Hand                         | — | — | Country14 (20 Wo.)Country |                                                           |
| 1991 | Just Like Me Holdin’ a Good Hand                              | — | — | Country52 (8 Wo.)Country |                                                           |
| 1991 | Hopelessly Yours A Perfect 10                                 | — | — | Country12 (20 Wo.)Country | mit Suzy Bogguss                                          |
| 1991 | Between a Rock and a Heartache When You’re in Love            | — | — | Country46 (11 Wo.)Country |                                                           |
| 1992 | If You’ll Let This Fool Back In When You’re in Love           | — | — | Country58 (6 Wo.)Country |                                                           |
| 1992 | Before I’m Ever Over You Love’s on the Way                    | — | — | Country73 (2 Wo.)Country |                                                           |

Weitere Singles
- 1992: I Never Thought Your Memory Would Ever Go This Far
- 2002: Rocks That You Can’t Move
- 2003: God Bless the USA 2003
- 2003: When a Woman’s in Love
- 2008: USA Today
- 2009: Why Lie

### Videoalben
- 1991: God Bless the USA (Videosingle, US: Platin)